# Throwing Copper
Albums de Live
Mental Jewelry
(1991) Secret Samadhi
(1997)
Singles
1. Selling the Drama
Sortie : février 1994
2. I alone
Sortie : août 1994
3. Lightning Crashes
Sortie : 24 février 1995
4. All Over You
Sortie : 5 août 1995
5. White Discussion
Sortie : 1er décembre 1995

Throwing Copper est le deuxième album studio du groupe de rock alternatif américain Live. Il est sorti le 26 avril 1994 sur le label Radioactive Records et a été produit par Jerry Harrison (ex-Talking Heads).

## Historique
Cet album a été enregistré entre  juillet et septembre 1993 aux Studio Pachyderm de Cannon Falls dans le Minnesota. -Talking Heads .Il est resté 121 mois dans le Billboard 200 en atteignant la première place plus d'un an après sa sortie. Tous les singles issus de l'album ont été classés dans les charts du billboard magazine aux USA.
Throwing Copper a été vendu à plus de 8 millions d'exemplaires aux États-Unis.

## Liste des titres
- Toutes les musiques ont été écrites par le groupe ; les paroles sont de Ed Kowalczyk. Les titres en gras ont été publiés en single.

1. The Dam At Otter Creek - 4:40
2. Selling The Drama - 3:26
3. I Alone - 3:51
4. Iris - 3:59
5. Lightning Crashes - 5:25
6. Top - 2:42
7. All Over You - 3:59
8. Shit Towne - 3:48
9. T.B.D. - 4:29
10. Stage - 3:59
11. Waitress - 2:49
12. Pilar Of Davidson - 6:46
13. White, Discussion - 6:06
14. Horse (titre caché) - 4:16

Titres bonus de réédition en l'honneur du 25e anniversaire de sa parution (2019)
1. Hold Me Up - 3:06
2. We Deal in Dreams - 3:55
3. Susquehanna - 4:55

Disque bonus de réédition (2019)
- Titres enregistrés lors du festival de Woodstock 1994.

1. Iris - 4:19
2. Top - 2:46
3. The Beauty of Gray - 4:38
4. Selling the Drama - 3:43
5. Shit Towne - 4:26
6. Lightning Crashes - 5:39
7. I Alone - 4:12
8. Operation Spirit - 5:35
9. White Discussion - 5:40

## Musiciens
- Ed Kowalczik : chant, guitare
- Chad Taylor : guitares, chœurs
- Patrick Dahlheimer : basse
- Chad Gracey : batterie, percussions, chœurs.

## Charts & certifications

### Album
| Pays             | Durée du classement | Meilleur classement |
| ---------------- | ------------------- | ------------------- |
| Allemagne        | 26 semaines         | 28e                 |
| Australie        | 117 semaines        | 1er                 |
| Autriche         | 16 semaines         | 11e                 |
| Belgique (W)     | 3 semaines          | 38e                 |
| Belgique (V)     | 40 semaines         | 8e                  |
| Canada           | 42 semaines         | 1er                 |
| États-Unis       | 121 semaines        | 1er                 |
| Finlande         | 1 semaine           | 38e                 |
| Norvège          | 13 semaines         | 24e                 |
| Nouvelle-Zélande | 64 semaines         | 1er                 |
| Pays-Bas         | 84 semaines         | 5e                  |
| Royaume-Uni      | 11 semaines         | 37e                 |
| Suède            | 19 semaines         | 11e                 |

| Pays             | Certification | Ventes      | Date       |
| ---------------- | ------------- | ----------- | ---------- |
| Australie        | 10 × Platine  | 700 000 +   | 26/07/2019 |
| Belgique         | Or            | 25 000 +    | 24/11/1995 |
| Canada           | 7 × Platine   | 700 000 +   | 14/02/1997 |
| États-Unis       | 8 × Platine   | 8 000 000 + | 04/01/2000 |
| Nouvelle-Zélande | 6 × Platine   | 45 000 +    | 12/03/2000 |
| Pays-Bas         | 2 × Platine   | 200 000 +   | 2001       |
| Royaume-Uni      | Or            | 100 000 +   | 22/07/2013 |
| Suède            | Or            | 50 000 +    | 03/12/1997 |

### Singles
| Année | Single            | Chart                  | Durée du classement | Position |
| ----- | ----------------- | ---------------------- | ------------------- | -------- |
| 1994  | Selling the Drama | Hot 100                | 19 semaines         | 43e      |
| 1994  | Selling the Drama | Mainstream Rock Tracks | 25 semaines         | 4e       |
| 1994  | Selling the Drama | Alternative Songs      | 19 semaines         | 1er      |
| 1994  | Selling the Drama | UK Singles Chart       | 3 semaines          | 30e      |
| 1994  | Selling the Drama | RPM Top Singles        | 14 semaines         | 41e      |
| 1995  | Selling the Drama | Single Top 100         | 4 semaines          | 89e      |
| 1995  | Selling the Drama | ARIA Charts            | 1 semaine           | 49e      |
| 1995  | Selling the Drama | Mega Top 50            | 7 semaines          | 15e      |
| 1994  | I Alone           | Mainstream Rock Tracks | 26 semaines         | 6e       |
| 1994  | I Alone           | Alternative Songs      | 26 semaines         | 6e       |
| 1995  | I Alone           | UK Singles Chart       | 4 semaines          | 48e      |
| 1995  | I Alone           | Mega Top 50            | 5 semaines          | 20e      |
| 1995  | Lightning Crashes | Mainstream Rock Tracks | 26 semaines         | 1er      |
| 1995  | Lightning Crashes | Alternative Songs      | 25 semaines         | 1er      |
| 1995  | Lightning Crashes | UK Singles Chart       | 2 semaines          | 33e      |
| 1995  | Lightning Crashes | ARIA Charts            | 16 semaines         | 13e      |
| 1995  | Lightning Crashes | RPM Top Singles        | 25 semaines         | 3e       |
| 1995  | All Over You      | Mainstream Rock Tracks | 26 semaines         | 2e       |
| 1995  | All Over You      | Alternative Songs      | 26 semaines         | 4e       |
| 1995  | All Over You      | UK Singles Chart       | 2 semaines          | 48e      |
| 1995  | All Over You      | RPM Top Singles        | 15 semaines         | 18e      |
| 1995  | White Discussion  | Mainstream Rock Tracks | 12 semaines         | 12e      |
| 1995  | White Discussion  | Alternative Songs      | 12 semaines         | 15e      |